# Megachile johannis
Megachile johannis är en biart som beskrevs av Heinrich Friese 1922. Megachile johannis ingår i släktet tapetserarbin, och familjen buksamlarbin. Inga underarter finns listade i Catalogue of Life.